# Hidenori Kato
Hidenori Kato (født 13. maj 1981) er en tidligere japansk fodboldspiller.
Han har spillet for flere forskellige klubber i sin karriere, herunder Sagan Tosu og Gainare Tottori.